# Garret Kusch
Garret Andrew Kusch, född 26 september 1973 i Richmond, är en kanadensisk före detta fotbollsspelare. Han drog sig tillbaka vid 28 års ålder för att istället satsa på studier. 2007 gjorde han comeback i Open Canada Cup, Kanadas motsvarighet till svenska cupen, där han var med att ta Clumbus Clan till finalförlust mot Attak de Trois-Rivières.
Kusch arbetar numer för det kanadensiska landslaget som massör.
I Sverige blev han hösten 2000 rikskändis för sitt spektakulära målgörande i Mjällby AIF:s avgörande matcher i Superettan och allsvenskt fotbollskval, där klubben föll på målsnöret till allsvenskt avancemang. Föreningens hett åtrådda kontraktsteckning med Kusch stupade på ekonomin, varpå målfantomen drog till ett guldkantat kontrakt med norska Hønefoss. Av okända skäl återvände Kusch redan året därpå till hemlandet, där han blott 28-årig bytte fotbollen mot universitetsstudier.